# Mirco Saggiorato
Mirco Saggiorato (* 16. April 1988 in Böbikon) ist ein ehemaliger Schweizer Radrennfahrer.
Mirco Saggiorato wurde 2007 Zweiter beim Prolog der Tour Alsace. In der Saison 2009 fuhr er für das Schweizer Bürgis Cycling Team. Dort gewann er jeweils eine Etappe bei der Tour des Pays de Savoie, wo er auch Gesamtvierter wurde, und beim Grand Prix Tell. Bei den Strassenweltmeisterschaften 2009 in Mendrisio belegte Saggiorato den 27. Platz im Strassenrennen der U23-Klasse.
2011 gewann Saggiorato den Giro del Mendrisiotto. 2011, 2012 sowie 2013 gehörte er zu den Teams, die jeweils das renommierte ARIF-Mannschaftszeitfahren gewannen.
Ende der Saison 2014 beendete er seine Karriere.

## Erfolge
2009
- eine Etappe Tour des Pays de Savoie
- eine Etappe Grand Prix Tell

2010
- zwei Etappen Tour des Pays de Savoie

2011
- Giro del Mendrisiotto
- Gesamtwertung und eine Etappe Tour Loire-Pilat

2013
- zwei Etappen Tour des Pays de Savoie

## Teams
- 2011 Atlas Personal (bis 30. April)
- 1. Mai 2011–2013 EKZ Racing Team
- 2014 Team Stölting